# John Ebeling
John Michael Ebeling (Trenton, Nova Jersey, 2 de gener de 1960) és un exjugador de bàsquet nord-americà. Amb 2,03 metres d'alçada, jugava en la posició de pivot. Tota la seva trajectòria professional va transcórrer a Europa.

## Carrera esportiva
Es va formar al Florida Southern College, i l'any 1982 va fitxar pel Mangiaebevi Ferrara de la lliga italiana. Va jugar sis temporades a Itàlia, repartides en quatre equips diferents. La temporada 1989-90 va jugar al Brico Sam Massagno de la lliga suïssa, abans de fitxar pel Puleva Granada de la lliga espanyola. La temporada 91-92 va ser jugador del Granollers i, després d'un parèntesi en la temporada següent en que va tornar a Itàlia, va fitxar pel Baloncesto Múrcia, on hi va jugar una temporada. En el mes d'octubre de la temporada 1994-95 va fitxar pel Joventut de Badalona. En acabar la temporada tornaria a Itàlia, on acabaria retirant-se el 2005.